# Гарбарино, Франческо
Франческо Гарбарино (итал. Francesco Garbarino; Генуя, 1607 — Генуя, 1672) — дож Генуэзской республики.

## Биография
Родился в Генуе в 1607 году, сын Раффаэле Гарбарино и Марии Оренго де Альбенги. Получил образование в сферах торговли и военно-морского искусства, был внесен в Золотую книгу генуэзской знати 29 ноября 1623 года. Начал свою карьеру в качестве защитника Банка Сан-Джорджо.
Участвовал в государственных делах, особенно на должностях, связанных с военно-морским флотом. В 1643 году в ранге Генерального комиссара галер участвовал в экспедиции на Корсику для борьбы с пиратством. В июне 1646 года был выбран генуэзским правительством для организации приема испанского дипломата Иньиго Велеса де Гевары, советника короля Филиппа IV, проезжавшего через города Лигурии на пути в Рим.
В 1653 году был назначен в магистрат войны и боролся против бунтов, которые вспыхивали по всей территории республики. В 1656 году заразился чумой, но выжил, и в 1657 году, в конце эпидемии, был избран сенатором Республики. В последующие годы занимал различные должности: президента коллегии государственных инквизиторов (1662); члена делегации по приему дона Луиса де Гузмана Понсе де Леона, губернатора Милана, главы магистрата трирем (1664), сенатора, прокурора и снова президента коллегии государственных инквизиторов (1665), главы магистрата Корсики (1666) и члена Верховного синдикатория (1668).

### Правление и последние годы
Впервые предложил свою кандидатуру на пост дожа в 1665 году, но проиграл выборы Чезаре Дураццо. Был избран дожем 18 июня 1669 года, 120-м с истории Генуи, став одновременно королем Корсики. Его правление было отмечено продолжением ряда общественных работ на территории республики, таких как строительство нового пирса в Генуе, крепости в Вадо-Лигуре. В начале мандата, в июле 1669 года, дож имел конфликт с римским инквизитором по поводу полномочий инквизиции на территории Республики Генуя.
Во внешней политике, в отличие от своих предшественников, он предпочитал не вмешиваться в генуэзские отношения с Францией или Испанией, несмотря на давление со стороны разных групп знати. В 1671 году возник спор о принадлежности земель Коньо-де-Абете, расположенных между генуэзской Триорой и савойской Бригой, что в итоге привело к конфликту между Генуей и герцогством Савойским при доже Алессандро Гримальди.
18 июня 1671 года завершил свой мандат, после чего, вероятно, отошел от дел по состоянию здоровья - его имя больше не упоминается в хрониках.  
Умер в Генуе в 1672 году и был похоронен в церкви Иисуса и святых Амброджо и Андреа.

### Личная жизнь
От брака с Бенедеттой Де Франки (ум. 1695) имел единственную дочь Анджелу Марию, выданную за графа Пьер Франческо Косту. Присутствие жены на публичных церемониях дожа, хотя и не бросавшееся в глаза, было абсолютной новинкой в дворцовом церемониале.